# Georges Hausemer
Georges Hausemer   (Differdange, 1 de febrer de 1957 - 13 d'agost de 2018) fou un escriptor luxemburguès publicà contes, novel·les, guies de viatge i llibres de no-ficció. També traduí diverses obres del francès, anglès, castellà i luxemburguès a l'alemany. De vegades utilitzant el pseudònim Theo Selmer, també treballà com a il·lustrador.
Hausemer va estudiar periodisme i llengües romàniques a Salzburg i Magúncia. Des de 1984 ha treballat com a escriptor i traductor independent a Esch-sur-Alzette. Sovint col·laborà en alguns diaris nacionals i internacionals amb articles i reportatges.

## Selecció d'obres

### No-ficció
- "D'Stad Lëtzebuerg (The City of Luxembourg) - Excursions and Impressions", fotografies de Rob Kieffer. Editions Guy Binsfeld. Luxembourg, 2000, pp. 240 ISBN 2-87954-076-3,
- "Echternach: Entdecken – Découvrir – Discover", fotografies de Guy Hoffmann, Editions Guy Binsfeld 2005, pp. 128 ISBN 978-2-87954-148-8.
- "Culinary Luxembourg: Country, People & Cuisine", fotografies de Guy Hoffman, Editions Guy Binsfeld, Luxembourg, 2009, pp. 240 ISBN 2-87954-052-6

### Ficció
- Die Gesetze der Schwerkraft. Editions Phi, Echternach, 1995, pp. 124 ISBN 3-88865-127-1 (alemany)
- Die Tote aus Arlon. Gollenstein Verlag, Blieskastel, 1997, pp. 240 ISBN 3-930008-52-1 (alemany)
- Iwwer Waasser. Roman, Editions Phi, Echternach 1998, pp. 192 ISBN 3-88865-161-1 (luxemburguès)